# Hellboy: Strange Places
Hellboy: Strange Places é uma revista em quadrinhos norte-americana criada por Mike Mignola e publicada pela editora Dark Horse Comics, em abril de 2006. O personagem principal é o super-herói Hellboy, na sexta edição. A história foi baseada nas mini séries The Third Wish e The Island do detetive paranormal Hellboy.